# Robot Entertainment
Robot Entertainment ist ein amerikanischer Spieleentwickler und -publisher.

## Geschichte
Das Studio wurde 2009 in Plano von früheren Mitarbeitern des geschlossenen Ensemble Studios gegründet. Sie spezialisierten sich wie das ursprüngliche Studio auf Strategiespiele. Ihr erstes Projekt war die Entwicklung von Age of Empires Online, einen Online-Ableger des ursprünglichen Age of Empires. Reputation erhielten sie durch die Entwicklung der Orcs Must Die! Reihe.

## Spiele
- 2011: Age of Empires Online
- 2011: Orcs Must Die!
- 2012: Hero Academy
- 2012: Orcs Must Die! 2
- 2013: Echo Prime
- 2017: Orcs Must Die! Unchained
- 2020: Orcs Must Die! 3

## Weblink
- https://robotentertainment.com/